# تنغل بهدان (باقران)
تنغل بهدان (بالإنجليزية: Tangal-e Behdan)‏ هي مستوطنة تقع في إيران في قسم باقران الريفي. يقدر عدد سكانها بـ 20 نسمة .